# Мараньон (футболист)
Рафаэль Карлос Перес Гонсалес (исп. Rafael Carlos Pérez González, род. 23 июля 1948, Олите) — испанский футболист, игрок сборной Испании.

## Карьера
Мараньон родился в Олите и пришел в молодёжную систему «Реала» в возрасте 19 лет, дебютировав на профессиональном уровне в команде «Онтеньенте» в Сегунде, на правах аренды (аналогичный переход произошел в следующем сезоне в «Спортинг»). Он перешел в первую команду «Реала» в 1970 году, но так и не смог закрепиться в составе клуба за четыре года, приняв участие максимум в 19 матчах Ла Лиги в сезоне 1973-74 годов.
Спортивная судьба Мараньона изменилась в 1974 году, когда он подписал контракт с клубом «Эспаньол». После двух медленных сезонов он больше никогда не забивал в одиночку, а также играл с каталонцами в европейских соревнованиях, получил капитанство и попал в национальную сборную.
Мараньон ушел на пенсию в 1986 году, почти в 38 лет.